# サルトルとボーヴォワール 哲学と愛
『サルトルとボーヴォワール 哲学と愛』（サルトルとボーヴォワールてつがくとあい、Les amants du Flore）は、2006年のフランスのテレビ映画。監督はイラン・デュラン・コーエン、出演はアナ・ムグラリスとロラン・ドイチェなど。20世紀を代表する哲学者ジャン＝ポール・サルトルと、その生涯のパートナーで女性論の古典『第二の性』を著したシモーヌ・ド・ボーヴォワールの愛と苦悩を描いた伝記映画である。
テレビ映画として制作され、本国フランスをはじめ、いくつかの国でテレビ放送されたが、日本では劇場公開された。

## ストーリー
ボーヴォワールを主人公に、サルトルとの出会いから、サルトルとの契約結婚と自由恋愛、米国の作家ネルソン・オルグレンとの恋とその破局、代表作『第二の性』出版などのエピソードを通じ、サルトルとのパートナー関係を描く。

## キャスト
- シモーヌ・ド・ボーヴォワール: アナ・ムグラリス - 作家、哲学者。
- ジャン＝ポール・サルトル: ロラン・ドイチェ（フランス語版） - 作家、哲学者。
- ネルソン・オルグレン: カル・ウェバー - 米国人作家。ボーヴォワールの恋人。
- フランソワーズ・ド・ボーヴォワール: カロリーヌ・シオル - ボーヴォワールの母親。
- ジョルジュ・ド・ボーヴォワール: ディディエ・サンドル - ボーヴォワールの父親。
- ポール・ニザン: ヴラジスラフ・ガラルド（フランス語版） - 作家、哲学者。サルトルの親友。若くして戦死する。
- ローラ: レティシア・スピガレッリ（フランス語版） - ボーヴォワールの親友。母親に結婚を強要され、若くして亡くなる。
- ルミ: クレマンス・ポエジー - ボーヴォワールの教え子で恋人。後にサルトルの「家族」となる。
- ティッセン: ジュリアン・ボンガルトネ（フランス語版） - サルトルの教え子。ルミと結婚し、サルトルの「家族」となる。
- タニア: サラ・スターン（フランス語版） - サルトルの恋人で「家族」。
- マリーナ: ジェニファー・デッカー（フランス語版） - ボーヴォワールの教え子。ユダヤ人青年を恋人に持つ。
- アルベール・カミュ: ロベール・プラニョル（フランス語版） - 作家。サルトルとボーヴォワールの友人。
- フランソワ・モーリアック: フィリップ・バルディ（フランス語版） - 高名な作家。
- ネルゴン: ユベール・ドゥラットル - 舞台演出家。サルトルの友人。